# Binko Kolev
Binko Kolev (Bulgaria, 28 de julio de 1958) es un atleta búlgaro retirado especializado en la prueba de 800 m, en la que consiguió ser subcampeón europeo en pista cubierta en 1979.

## Carrera deportiva
En el Campeonato Europeo de Atletismo en Pista Cubierta de 1979 ganó la medalla de plata en los 800 metros, con un tiempo de 1:47.8 segundos, llegando a meta tras el español Antonio Páez y por delante del húngaro András Paróczai.